# Virtual Storage Access Method
Virtual Storage Access Method（仮想記憶アクセス方式）は、オペレーティングシステム OS/VS2 で初めて使われ、後に MVS 、z/OSで使われ続けている IBM が提案したディスクファイルストレージの方式 (ファイル編成法) である。
VSAMは当初からトランザクショナルファイルとしてメインフレームのデフォルトの Resource Manager（RM）を構成していた。IBMメインフレームでは Transaction Manager（TM）さえ付加すれば VSAM でトランザクション処理が可能だった。そのためにz/OSは非常に高価なライセンス料だった。IBMは2002年にz/OSの低価格版z/OS.eをリリースするに当たって、わざわざUNIX系OSと同じように、TMとしてCICS、IMSを　RMとして直接にVSAMを利用できない仕様を作った。
VSAM は、次のアクセス方式を含む：
- キー・シーケンス・データセット ( Key Sequenced Data Set, KSDS )
- 相対レコードデータセット ( Relative Record Data Set, RRDS )
- エントリー・シーケンス・データセット ( Entry Sequenced Data Set, ESDS )
- 線形データセット ( Linear Data Set, LDS ) 。

VSAM のレコードには、固定長も可変長も含むことができる。レコードは、コントロール・インターバル ( CI ) と呼ばれる固定長のブロックに編成され、コントロール・インターバルはコントロール・エリア ( CA ) と呼ぶより大きな区切りに格納される。コントロール・インターバル ( CI ) のサイズは、たとえば 4K, 4096 などとバイトで測られ、コントロール・エリア ( CA ) のサイズはトラック数やシリンダー数といったディスク ( DASD ) の容量の単位で測られる。
VSAM データセットの 削除と定義 ( delete and define, DELDEF ) には、IDCAMS というプログラムが使われる（IBM メインフレーム ユーティリティプログラム参照）。（ユーザが作成した）アプリケーションプログラムからのアクセスは、JCL の DD文に指定するか、あるいは CICS ( Customer Information Control Systems ) のオンライン・リージョンなどを通して行う。
IMS/DB と（IBMのメインフレームで扱う）DB2のDB はどちらも VSAM の上に実装され、そのデータ構造を用いる。

## 関連著作
- 『VSAM』 著 Doug Lowe　Mike Murach & Associates Inc　ISBN 091162533X